# Línea Concourse
La línea Concourse o en inglés como Concourse Line es una línea ramal de metro del metro de la ciudad de Nueva York, que se extiende desde la estación Calle 205 en la sección de Norwood en el Bronx que se une luego con la  línea de la Octava Avenida en la Calle 145 en Harlem barrio de Manhattan.
La línea opera desde la 205ta Calle, generalmente en sentido sur y al sur de westerly, la línea principalmente opera bajo la carretera Grand Concourse, de ahí es donde se deriva su nombre.
La línea Concourse abrió el 1 de julio de 1933, 10 meses antes que abriera la primera línea de la IND, la línea de la Octava Avenida empezó a operar. Los servicios iniciales eran proveídos por el servicio C, durante ese tiempo, era un tren expreso que operaba entre la 205ta Calle, y después vía la línea de la Octava Avenida, túnel de la Calle Cranberry y a línea  Brooklyn IND (ahora como la línea Culver) hacia la estación de la calle Bergen en Brooklyn.

## Lista de estaciones
| Leyenda de la estación de servicio                 | Leyenda de la estación de servicio                       |
| -------------------------------------------------- | -------------------------------------------------------- |
| Hace paradas todo el tiempo                        | Paradas todo el tiempo                                   |
| Hace paradas todo el tiempo                        | Paradas todo el tiempo excepto a altas horas de la noche |
| Hace paradas sólo los días de semana               | Paradas en días de semana                                |
| Hace paradas todo el tiempo, excepto en horas pico | Paradas todo el tiempo excepto horas pico                |
| Hace paradas sólo en horas pico                    | Paradas sólo en horas pico                               |
| Detalles del periodo de tiempo                     |                                                          |

| Acceso para discapacitados                        | Estación                 | Vías  | Servicios | Apertura                 | Transferencias y notas            |
| ------------------------------------------------- | ------------------------ | ----- | --------- | ------------------------ | --------------------------------- |
|                                                   | Norwood–Calle 205        | ambas | D         | 1 de julio de 1933       |                                   |
|                                                   | Bedford Park Boulevard   | ambas | B D       | 1 de julio de 1933       |                                   |
|                                                   | Kingsbridge Road         | ambas | B D       | 1 de julio de 1933       |                                   |
|                                                   | Fordham Road             | ambas | B D       | 1 de julio de 1933       |                                   |
|                                                   | Calles 182 y 183         | local | B D       | 1 de julio de 1933       |                                   |
|                                                   | Avenida Tremont          | ambas | B D       | 1 de julio de 1933       |                                   |
|                                                   | Calles 174 y 175         | local | B D       | 1 de julio de 1933       |                                   |
|                                                   | Calle 170                | local | B D       | 1 de julio de 1933       |                                   |
|                                                   | Calle 167                | local | B D       | 1 de julio de 1933       |                                   |
| Acceso para discapacitados                        | Calle 161–Estadio Yankee | local | B D       | 1 de julio de 1933       | línea de la Avenida Jerome (4 )   |
|                                                   | Calle 155                | local | B D       | 1 de julio de 1933       |                                   |
|                                                   | Calle 145                | ambas | B D       | 10 de septiembre de 1932 | línea de la Octava Avenida (A C ) |
| Se converge con línea de la Octava Avenida (B D ) |                          |       |           |                          |                                   |

- Datos: Q1970698
- Multimedia: IND Concourse Line / Q1970698